# OOO, Den-O, All Riders: Let's Go Kamen Riders
Pour plus de détails, voir Fiche technique et Distribution.
OOO, Den-O, All Riders: Let's Go Kamen Riders (オーズ・電王・オールライダー レッツゴー仮面ライダー, Ōzu Den'ō Ōru Raidā: Rettsu Gō Kamen Raidā) est un film réalisé par Osamu Kaneda et sorti le 1er avril 2011, commémorant le 40e anniversaire de la franchise Kamen Rider.
La phrase d'accroche du film est "Le monde, voici les Héros du Japon !!" (世界よ、これが日本のヒーローだ!!, Sekai yo, kore ga nihon no hīrō da!!). Alors que le film réunit l'ensemble des protagonistes de la franchise, les personnages centraux sont les héros de la série originale Kamen Rider, Kamen Rider Den-O et Kamen Rider OOO. Le sous-titre du film, "Let's Go Kamen Riders", est un hommage au générique de la série originale, "Let's Go!! Rider Kick" (レッツゴー！！ライダーキック, Rettsu Gō!! Raidā Kikku). Le film marque aussi le 60e anniversaire de la Toei Company et pour cela, le film rassemble également des personnages d'autres séries de Shotaro Ishinomori : Kikaider, Kikaider 01, Inazuman et Zubat.
Une avant-première du film était prévue le 15 mars 2011, mais a été annulée due aux dégâts engendrés par le séisme et le tsunami du Tōhoku.

## Distribution
- Eiji Hino (火野 映司, Hino Eiji?) : Shū Watanabe (渡部 秀, Watanabe Shū?)
- Kotaro Nogami (野上 幸太郎, Nogami Kōtarō?) : Dōri Sakurada (桜田 通, Sakurada Dōri?)
- Ankh/Shingo Izumi (アンク／泉 信吾, Anku/Izumi Shingo?) : Ryōsuke Miura (三浦 涼介, Miura Ryōsuke?)
- Hina Izumi (泉 比奈, Izumi Hina?) : Riho Takada (高田 里穂, Takada Riho?)
- Shotaro Hidari (左 翔太郎, Hidari Shōtarō?) : Renn Kiriyama (桐山 漣, Kiriyama Ren?)
- Philip (フィリップ, Firippu?) : Masaki Suda (菅田 将暉, Suda Masaki?)
- Naomi (ナオミ, Naomi?) : Rina Akiyama (秋山 莉奈, Akiyama Rina?)
- Mitsuru (ミツル?) : Yūki Imai (今井 悠貴, Imai Yūki?)[5]
- Naoki (ナオキ?) : Fumiki Yoshikawa (吉川 史樹, Yoshikawa Fumiki?)[5]
- Nokko (ノッコ?) : Yuri Tsunematsu (恒松 祐里, Tsunematsu Yuri?)[5]
- Shigeru (シゲル?) : Roi Hayashi (林 遼威, Hayashi Roi?)[5]
- Général Black (ブラック将軍, Burakku Shōgun?) : Seizō Fukumoto (福本 清三, Fukumoto Seizō?)[5]
- Owner (オーナー, Ōnā?) : Kenjirō Ishimaru (石丸 謙二郎, Ishimaru Kenjirō?)
- L'homme en blanc (Naoki) (白衣の男（ナオキ）, Hakui no Otoko (Naoki)?) : Isao Sasaki (ささき いさお, Sasaki Isao?)
- Le Maitre des Fumen (風麺のマスター, Fūmen no Masutā?) : Hiroshi Michiki (道木 広志, Michiki Hiroshi?)
- Voix off : Fumihiko Tachiki

### Doubleurs
- Momotaros (モモタロス, Momotarosu?) : Toshihiko Seki (関 俊彦, Seki Toshihiko?)
- Urataros (ウラタロス, Uratarosu?) : Kōji Yusa (遊佐 浩二, Yusa Kōji?)
- Kintaros, Shadow Moon (キンタロス、シャドームーン, Kintarosu, Shadō Mūn?) : Masaki Terasoma (てらそま まさき, Terasoma Masaki?)
- Ryutaros, Garagaranda (リュウタロス、ガラガランダ, Ryūtarosu, Garagaranda?) : Kenichi Suzumura (鈴村 健一, Suzumura Ken'ichi?)
- Teddy (テディ, Tedi?) : Daisuke Ono (小野 大輔, Ono Daisuke?)
- Kamen Rider Birth (Akira Date) (仮面ライダーバース（伊達 明）, Kamen Raidā Bāsu (Date Akira)?) : Hiroaki Iwanaga (岩永 洋昭, Iwanaga Hiroaki?)
- Général Shadow (ジェネラルシャドウ, Jeneraru Shadō?) : Hidekatsu Shibata (柴田 秀勝, Shibata Hidekatsu?)[5]
- Grand prêtre Darom, King Dark (大神官ダロム、キングダーク, Daishinkan Daromu, Kingu Dāku?) : Shōzō Iizuka (飯塚 昭三, Iizuka Shōzō?)
- Général Jark (ジャーク将軍, Jāku Shōgun?) : Seizō Katō (加藤 精三, Katō Seizō?)
- Le Grand Leader de Shocker (ショッカー大首領, Shokkā Daishuryō?): Gorō Naya (納谷 悟朗, Naya Gorō?)
- Kamen Rider 1 (仮面ライダー１号, Kamen Raidā Ichigō?) : Hiroshi Fujioka (藤岡 弘、, Fujioka Hiroshi,?)[6]
- Kamen Rider 2 (仮面ライダー２号, Kamen Raidā Nigō?) : Takeshi Sasaki (佐々木 剛, Sasaki Takeshi?)[6]
- Kamen Rider V3, Zubat (仮面ライダーV3、ズバット, Kamen Raidā Bui Surī, Zubatto?) : Hiroshi Miyauchi (en) (宮内 洋, Miyauchi Hiroshi?)[6]
- Shocker Greeed, Démon aux dix visages Llumu Qhimil, Inazuman (ショッカーグリード、十面鬼ユム・キミル、イナズマン, Shokkā Gurīdo, Jūmenki Yumu Kimiru, Inazuman?) : Hideo Ishikawa (石川 英郎, Ishikawa Hideo?)[5]
- Ikadevil, Kamen Rider Amazon, Kamen Rider Stronger, Kikaider (イカデビル、仮面ライダーアマゾン、仮面ライダーストロンガー、キカイダー, Ikadebiru, Kamen Raidā Amazon, Kamen Raidā Sutorongā, Kikaidā?) : Tomokazu Seki (関 智一, Seki Tomokazu?)
- Riderman, Kamen Rider Black, Jaguarman, Hommes de main de Shocker (ライダーマン、仮面ライダーBLACK、ジャガーマン、ショッカー戦闘員, Raidāman, Kamen Raidā Burakku, Jagāman, Shokkā Sentōin?) : Ibuki (勇吹輝?)
- Apollo Geist (アポロガイスト, Aporo Gaisuto?) : Kazuhisa Kawahara (川原 和久, Kawahara Kazuhisa?)
- Mole Imagin (1) (モールイマジン（１）, Mōru Imajin (1)?) : Akira Sasanuma (笹沼 晃, Sasanuma Akira?)
- Mole Imagin (2) (モールイマジン（２）, Mōru Imajin (2)?) : Kengo Takanashi (高梨 謙吾, Takanashi Kengo?)
- Mole Imagin (3), Shiomaneking (モールイマジン（３）、シオマネキング, Mōru Imajin (3), Shiomanekingu?) : Hisafumi Oda (小田久史, Oda Hisafumi?)
- Voix du O Scanner (オースキャナー音声, Ōsukyanā Onsei?) : Akira Kushida (串田 アキラ, Kushida Akira?)
- Voix des Gaia Memory (ガイアメモリ音声, Gaia Memori Onsei?) : Fumihiko Tachiki (立木 文彦, Tachiki Fumihiko?)

### Cascadeurs
- Kamen Rider OOO, Kamen Rider Den-O, Momotaros : Seiji Takaiwa (高岩 成二, Takaiwa Seiji?)
- Kamen Rider Birth, Kikaider, Urataros, Ankh, Mole Imagin : Eitoku (永徳?)
- Kamen Rider New Den-O, Kikaider 01, Shocker Greeed, Mole Imagin : Jun Watanabe (ja) (渡辺 淳, Watanabe Jun?)
- Kintaros, Kamen Rider Black RX, Shadow Moon : Jiro Okamoto (岡元 次郎, Okamoto Jirō?)
- Ryutaros, Ikadevil : Toshihiro Ogura (おぐら としひろ, Ogura Toshihiro?)
- Teddy, Kamen Rider New Den-O, Apollo Geist, Mole Imagin : Shinichi Kaneda (金田 進一, Kaneda Shin'ichi?)
- General Shadow : Kazutoshi Yokoyama (横山 一敏, Yokoyama Kazutoshi?)
- Kamen Rider 1, Shocker Greeed : Yugo Fujii (藤井 祐伍, Fujii Yūgo?)
- Kamen Rider 2, Kamen Rider New Den-O, Great Leader of Shocker, Zanjioh : Masashi Takada (高田 将司, Takada Masashi?)
- General Jark, Momotaros (par alternance), Shiomaneking, Zubat : Fumiya Touei (藤榮 史哉, Tōei Fumiya?)
- Grand Leader (en pierre) : Keizo Yabe (矢部 敬三, Yabe Keizō?)
- Grand Leader de Shocker : Ryo Yokota (横田 遼, Yokota Ryō?)
- Inazuman, Ganikomoru, Mole Imagin, Homme de main de Shocker : Kazuya Okada (岡田 和也, Okada Kazuya?)
- Grand prête Darom, Ankh (par alternance), Homme de main de Shocker : Satoshi Fujita (藤田 慧, Fujita Satoshi?)
- Grand prêtre Darom : Jiro Uchikawa (内川 仁朗, Uchikawa Jirō?)
- Zanjioh, Kame Bazooka : Masato Tsutamune (蔦宗 正人, Tsutamune Masato?)

## Chansons
- "Let's Go RiderKick 2011"[7]
  - Interprètes: Kamen Rider Girls

Le titre "Let's Go Rider Kick 2011" est une reprise du générique original de la série Kamen Rider, "Let's Go!! Rider Kick". Le single est sorti le 20 avril 2011.